# Gare de la Porte de Clichy
Pour les articles homonymes, voir Gare de la Porte.
Ne doit pas être confondu avec Gare de l'avenue de Clichy ou Gare de Clichy - Levallois.
La gare de la Porte de Clichy est une gare ferroviaire française de la ligne d'Ermont - Eaubonne à Champ-de-Mars (VMI), située dans le 17e arrondissement de Paris.
Ouverte en 1991, c'est une gare de la Société nationale des chemins de fer français (SNCF) desservie par les trains de la ligne C du RER.

## Situation ferroviaire
La gare est située au point kilométrique (PK) 9,275 de la ligne d'Ermont - Eaubonne à Champ-de-Mars, entre les gares de Pereire - Levallois et de Saint-Ouen. Sur son flanc ouest, elle est précédée par une forte rampe de 40 mm/m qui permet aux trains de plonger en souterrain.

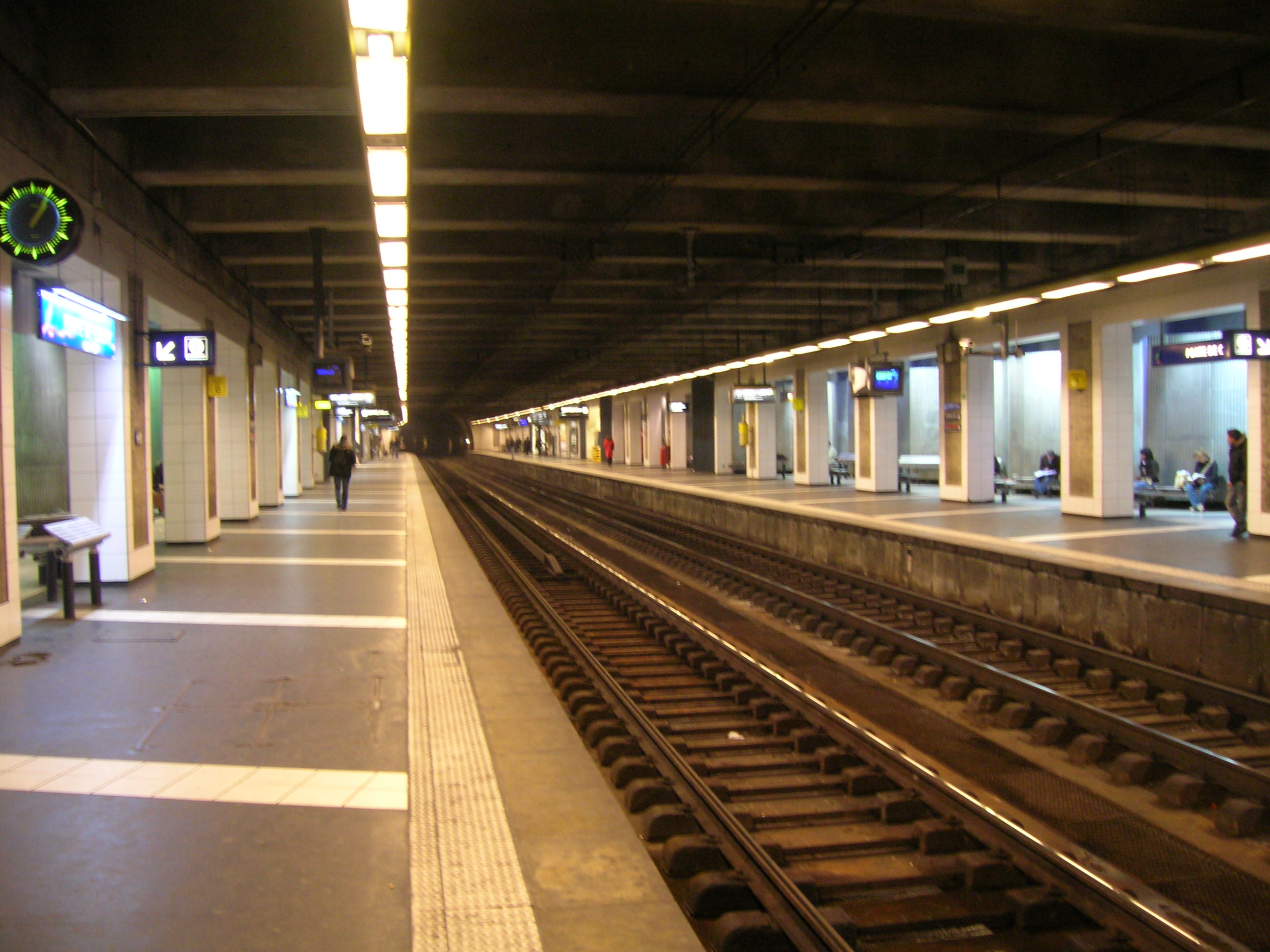
La gare au niveau des quais (1 février 2007).

## Histoire
L'opération VMI (Vallée de Montmorency - Invalides) de la ligne C du RER, mise en service en 1988 a consisté en la réutilisation de diverses lignes existantes pour intégrer une desserte du nord-ouest de l'agglomération parisienne. Une seule section nouvelle a dû être construite en tunnel entre la Petite Ceinture et la ligne des Grésillons, afin de répondre aux exigences des riverains qui refusaient un passage en viaduc.
Porte de Clichy est, avec Saint-Ouen la seule gare nouvelle construite dans le cadre de l'opération ; elle a d'ailleurs été ouverte trois ans après la ligne afin de lisser l'investissement dans le temps. Sa construction a entraîné la démolition de la gare de l'Avenue de Clichy de la Petite Ceinture, qui était située au même endroit mais en surface. Du fait de la différence de niveau entre le RER C et le reste de la Petite Ceinture, une césure définitive a été établie dans la boucle et plus aucune circulation n'est possible entre cette dernière et l'ancienne ligne d'Auteuil.
La station a été aménagée à ciel ouvert ; elle comporte trois niveaux souterrains : le premier sert de mezzanine, le deuxième accueille la salle des billets et le troisième les quais et voies. L'ensemble a été couvert par une opération immobilière qui comprend notamment le centre sportif Fragonard.
En 2022, selon les estimations de la SNCF, la fréquentation annuelle de la gare est de 3 107 862 voyageurs.

## Services des voyageurs

### Accueil
La gare dispose d'un bâtiment voyageurs avec un guichet ouvert tous les jours. La gare possède des aménagements pour les personnes à mobilité réduite (avec un guichet adapté et accès à la gare et aux quais via des ascenseurs), est équipée de distributeurs automatiques de titres de transport (Transilien, Navigo et Grandes Lignes), dispose d'une Work & Station permettant la recharge d'appareils (ordinateurs, téléphones portables) et bénéficie du « système d'information sur la circulation des trains en temps réel ».

### Accès
L'accès principal de la gare est situé au rez-de-chaussée d'un immeuble, au n°190 de l'avenue de Clichy. Il débouche sur le niveau 0 de la gare où se situe la salle des billets.
Un accès secondaire est situé rue Fragonard le long du talus de la Petite Ceinture et débouche à l'extrémité orientale des quais.

### Desserte
Elle est desservie par les trains de la ligne C du RER parcourant la branche C1 vers Pontoise. 

### Intermodalité
La gare est desservie par les lignes 28, 54, 74,163 et 173 du réseau de bus RATP et, la nuit, par les lignes N15 et N51 du réseau Noctilien. 
La gare offre également une correspondance avec la station Porte de Clichy desservie par les lignes 13 et 14 du métro de Paris ainsi qu'avec la ligne 3b du tramway d'Île-de-France.